# Distretto di Palca (Tacna)
Il distretto di Palca è un distretto del Perù, facente parte della provincia di Tacna, nella regione di Tacna. È stato istituito l'8 giugno 1959.

## Superficie e popolazione
- 604,59 km²
- 1 391 abitanti